# Cycas diannanensis
Cycas diannanensis là một loài thực vật hạt trần trong họ Cycadaceae. Loài này được Z.T.Guan & G.D.Tao mô tả khoa học đầu tiên năm 1995.